# Bundesverband für strukturierte Wertpapiere
Der Bundesverband für strukturierte Wertpapiere (BSW, bis zur Umbenennung 2023: Deutscher Derivate Verband e. V.) ist die Branchenvertretung der 15 führenden Emittenten strukturierter Wertpapiere in Deutschland. Als politischer Interessenverband ist er in Berlin und Brüssel aktiv. Der BSW unterhält Geschäftsstellen in Frankfurt am Main und Berlin.

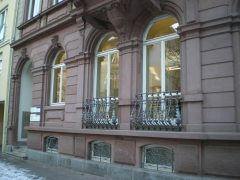
BSW-Geschäftsstelle in Frankfurt am Main

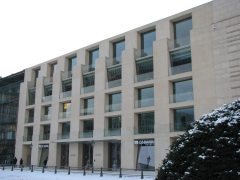
BSW-Geschäftsstelle in Berlin

## Geschichte
Der Verband wurde am 14. Februar 2008 als Deutscher Derivate Verband (DDV) gegründet. Er ging aus dem Zusammenschluss der beiden Interessengemeinschaften „Derivate Forum e. V.“ und „Deutsches Derivate Institut e. V.“ hervor. Am 11. September 2023 gab sich der Deutscher Derivate Verband den neuen Namen Bundesverband für strukturierte Wertpapiere.

## Ziele
Der BSW will die politischen und regulatorischen Rahmenbedingungen für strukturierte Wertpapiere in Deutschland und in Europa verbessern und dazu beitragen, dass sich immer mehr Privatanleger für Zertifikate und Optionsscheine entscheiden. Zu den Zielen des BSW zählen deshalb die Verbesserung der Verständlichkeit und Transparenz der Produkte sowie der Schutz der Anleger.

## Mitglieder und Aufgaben
Der Verband hat folgende Mitglieder: Barclays, BNP Paribas, Citi, DekaBank, Deutsche Bank, DZ Bank, Goldman Sachs, HSBC, J.P.Morgan, LBBW, Morgan Stanley, Société Générale, UBS, Unicredit und Vontobel. Außerdem unterstützen mehr als 20 Fördermitglieder die Arbeit des Verbands. Dazu zählen die Börsen in Stuttgart und Frankfurt sowie gettex. Auch die Baader Bank, die Direktbanken Comdirect Bank, Consorsbank, DKB, Flatexdegiro, ING-DiBa, maxblue, S Broker und Trade Republic gehören dazu sowie die Finanzportale Finanzen.net und Onvista sowie verschiedene andere Dienstleister.
Die Arbeit des Verbandes erstreckt sich über Politik und Regulierung, Anlegerschutz sowie Branchenkommunikation. Der BSW begleitet die Erarbeitung und Umsetzung von EU-Regularien, wie der Finanzmarktrichtlinie MiFID, der Verordnung zur Verbesserung des Anlegerschutzes PRIIPs sowie der Prospektverordnung und setzt sich für gute steuerliche Rahmenbedingungen für Zertifikate ein.
Die Mitglieder des BSW verständigten sich 2021 auf den BSW-Nachhaltigkeits-Kodex und schufen in diesem Rahmen für Anleger Transparenz zu nachhaltigen strukturierten Wertpapieren. Der BSW-Nachhaltigkeits-Kodex wurde im August 2022 in überarbeiteter Form veröffentlicht, 2024 wurde der Kodex erneut überarbeitet. Im Bereich Anlegerschutz haben sich die Mitglieder auf eine einheitliche Produktklassifizierung geeinigt. Der Selbstverpflichtung entsprechend müssen alle strukturierten Wertpapiere einer der elf Produktklassen zugeordnet werden. 
Der Verband unterstützt die Branche bei Umsetzung neuer Regularien, etwa im Prospektrecht. Außerdem erstellt der Verband regelmäßig Marktstatistiken für Öffentlichkeit, Politik und Branche. Der BSW wurde in der Vergangenheit für Initiativen zur Verbesserung der Verständlichkeit und Transparenz der Produkte – etwa durch Seminare und Videoschulungen – sowie der Schutz der Anleger durch Preise ausgezeichnet. Außerdem fördert der Verband die wissenschaftliche Forschung zum Handel mit strukturierten Wertpapieren.